# Heike Omerzu

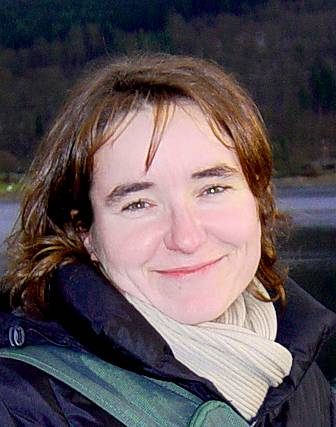
Heike Omerzu 2005

Heike Omerzu (* 17. August 1970 in Oberhausen-Osterfeld) ist eine deutsche evangelische Theologin.

## Leben
Omerzu wurde 1970 in Oberhausen-Osterfeld geboren. Nach dem Abitur studierte sie von 1990 bis 1995 evangelische Theologie und Anglistik an der Gerhard-Mercator-Universität Duisburg. Dort war sie ab 1996 wissenschaftliche Mitarbeiterin, zunächst an einem DFG-Projekt, ab 1996 im Fach Neues Testament. 1997 wechselte sie zur Johannes Gutenberg-Universität Mainz, wo sie 2002 promovierte und ab 2003 Juniorprofessorin für Neues Testament wurde. Nach Vertretungsprofessuren an der Westfälischen Wilhelms-Universität Münster (Sommersemester 2007) und an der Ludwig-Maximilians-Universität München (Wintersemester 2008/2009) hat sie zum Sommersemester 2009 eine Professur für Neues Testament an der theologischen Fakultät der Universität Kopenhagen angetreten.
Ihre Fachgebiete sind das Lukanische Doppelwerk (Lukasevangelium und Apostelgeschichte), das frühe Christentum und Imperium Romanum, die Christologie und das Frühjudentum. Sie führte exegetische und rechtshistorische Untersuchungen zum Prozess des Paulus in der lukanischen Apostelgeschichte durch. Seit 2008 ist Omerzu stellvertretendes Mitglied der Landessynode der Evangelischen Kirche im Rheinland.
Heike Omerzu ist ledig, hat eine Tochter und lebt in Kopenhagen. In ihrer Freizeit ist sie Marathonläuferin.

## Auszeichnungen
- 2002 Hanns-Lilje-Preis der Akademie der Wissenschaften zu Göttingen
- 2002 Dissertationspreis der Johannes Gutenberg-Universität Mainz

## Schriften (Auswahl)
- Das Schweigen des Lukas. Überlegungen zum offenen Ende der Apostelgeschichte. In: Friedrich Wilhelm Horn (Hrsg.): Das Ende des Paulus. Historische, theologische und literaturgeschichtliche Aspekte (= Zeitschrift für die Neutestamentliche Wissenschaft. Beihefte. 106). de Gruyter, Berlin/New York 2001, ISBN 3-11-017001-9, S. 127–156.
- Der Prozeß des Paulus. Eine exegetische und rechtshistorische Untersuchung der Apostelgeschichte (= Zeitschrift für die neutestamentliche Wissenschaft. Beihefte. 115). de Gruyter, Berlin/New York 2002, ISBN 3-11-017512-6 (Zugleich: Mainz, Universität, Dissertation, 2001/2002).
- „Es gibt nicht mehr männlich und weiblich...“. Zur Bedeutung von Frauen im frühen Christentum. In: Sigrid Schmitt (Hrsg.): Frauen und Kirche (= Mainzer Vorträge. 6). Steiner, Stuttgart 2002, ISBN 3-515-08060-0, S. 1–24.
- Das Imperium schlägt zurück – Die Apologetik der Apostelgeschichte auf dem Prüfstand. In: Zeitschrift für Neues Testament. Band 18, 2006, ISSN 1435-2249, S. 26–36.
- The Portrayal of Paul’s Outer Appearance in the Acts of Paul and Thecla. Re-Considering the Correspondence between Body and Personality in Ancient Literature. In: Religion and Theology: A Journal of Contemporary Religious Discourse, Band 15, Heft 3/4, 2008, ISSN 1574-3012, S. 252–279, Online.

als Herausgeberin
- mit Katharina Greschat: Körper und Kommunikation. Beiträge aus der theologischen Genderforschung. Evangelische Verlags-Anstalt, Leipzig 2003, ISBN 3-374-02042-9.
- mit Eckart David Schmidt: Paulus und Petrus. Geschichte – Theologie – Rezeption. Festschrift für Friedrich Wilhelm Horn zu seinem 60. Geburtstag (= Arbeiten zur Bibel und ihrer Geschichte. 48). Evangelische Verlags-Anstalt, Leipzig 2016, ISBN 978-3-374-04144-2.
- mit Mogens Müller: Gospel Interpretation and the Q-Hypothesis (= The Library of New Testament Studies. 573). Bloomsbury Academic, London 2018, ISBN 978-0-567-67004-5 (englisch).